# Musica (e il resto scompare)
Musica (e il resto scompare) è un singolo della cantante italiana Elettra Lamborghini, pubblicato il 6 febbraio 2020 come primo estratto dalla ristampa del primo album in studio Twerking Queen (El resto es nada).
Con il brano, scritto da Michele Canova Iorfida e Tropico, la cantante si è presentata al Festival di Sanremo 2020, dove è stata diretta da Enzo Campagnoli, segnando la sua prima partecipazione alla kermesse musicale. Nonostante si sia classificata solo al 21º posto, la canzone ha riscosso un buon successo.

## Descrizione
La canzone parla di una relazione conclusa e priva di altre possibilità; Elettra usa la musica come mezzo di distrazione e allentamento da chi ormai è lontano.
Del brano è stata realizzata una versione in lingua spagnola, dal titolo Musica (el resto es nada), anch'essa contenuta all'interno dell'album Twerking Queen (El resto es nada).

## Video musicale
Il video musicale, diretto da Fabrizio Conte, è stato pubblicato il 6 febbraio 2020. Girato nei pressi di Villa Arconati, mostra Elettra accompagnata da varie ballerine classiche che danzano in slow motion sulle note del brano.

## Classifiche

### Classifiche settimanali
| Classifica (2020) | Posizione massima |
| ----------------- | ----------------- |
| Italia            | 5                 |

### Classifiche di fine anno
| Classifica (2020) | Posizione |
| ----------------- | --------- |
| Italia            | 45        |